# 黔蕨
黔蕨（学名：Phanerophlebiopsis tsiangiana）为鳞毛蕨科黔蕨属下的一个种。

## 扩展阅读
- 維基物種上的相關：黔蕨